# (34093) 2000 PP11
2000 PP11 (asteroide 34093) é um asteroide da cintura principal. Possui uma excentricidade de 0.19226910 e uma inclinação de 12.37987º.
Este asteroide foi descoberto no dia 1 de agosto de 2000 por LINEAR em Socorro.